# Steven Gerrard
Steven George Gerrard MBE (født 30. maj 1980) er en engelsk fodboldtræner og tidligere fodboldspiller. Han havde en lang aktiv karriere i barndomsklubben Liverpool F.C. og var i mange år holdets ubestridte anfører, hvilket han også var i en periode for Englands landshold. Han opnåede 114 landskampe.
Gerrard var som aktiv kendt for at kunne spille alle positioner på midtbanen, selvom hans foretrukne og mest vante position var central midtbanespiller.
I 2005 blev Gerrard kåret til Europas tredjebedste fodboldspiller ved Ballon d'or-uddelingen.
Efter afslutningen af sin aktive karriere har han været træner i ungdomsafdelingen i Liverpool, i Glasgow Rangers og Aston Villa, inden han i sommeren 2023 overtog trænersædet i Al-Ettifaq indtil januar 2025.

## Barndom
Gerrard blev født i Whiston, Merseyside i det nordvestlige England og startede med at spille fodbold hos det lokale hold Whiston Juniors. Han blev opdaget af Liverpools talentspejdere og blev tilsluttet Liverpools akademi i en alder af bare 9 år. Gerrard var til adskillige prøvetræninger da han var 14, mest prominent hos Manchester United, hvilket han, i sin selvbiografi, siger var for at presse Liverpool til at give ham en ungdomskontrakt. Han skrev under på sin første professionelle kontrakt med Liverpool 5. november 1997.

## Klubkarriere i Liverpool
Gerrard debuterede for Liverpools førstehold den 29. november 1998 som indskifter for Vegard Heggem mod Blackburn Rovers i Premier League. Han optrådte 13 gange i sin debutsæson og spillede på højrefløjen, selvom han mere så sig selv som en defensiv spiller.
I 1999-00-sæsonen spillede Gerrard 29 Premier League-kampe. Den 22. marts 2000 scorede han sit første Liverpool-mål i en 4-1 sejr over Sheffield Wednesday.
I 2000-01 sæsonen spillede Gerrard i alt 50 kampe for Liverpool, scorede 10 mål og var dermed med til at vinde sæsonens League Cup, FA Cup og Europa League for klubben.
I oktober 2003 overtog Gerrard som 23-årig anførerbindet fra Sami Hyypiä. Liverpool-træner Gérard Houllier sagde, at Hyypiä havde været en god anfører, men at Gerrard endelig var blevet moden nok. Gerrard skrev i november under på en kontrakt, der ville holde ham i Liverpool til 2007.
Gerrard blev skadet i september af 2004-05 sæsonen og spillede sin første kamp efter skaden mod Olympiakos F.C. i Champions League og scorede i slutningen af kampen et mål, der sendte Liverpool videre fra gruppespillet.
Liverpool vandt Champions League 2004-05, og vandt finalen efter straffesparkskonkurrence på trods af at have været 0-3 bagud ved pausen mod AC Milan. Gerrard, Vladimir Šmicer og Xabi Alonso var spillerne, der scorede Liverpools mål i en periode på seks minutter.
I 2005-06 sæsonen vandt Gerrard PFA Player of the Year efter at have scoret 23 mål i 53 kampe. To af målene faldt i FA Cup-finalen, som Liverpool vandt over West Ham, og gjorde Gerrard til den første spiller, der har scoret i finalen i FA Cuppen, League Cuppen, Europa League og UEFA Champions League.
Gerrard spillede sin Liverpool-kamp nr. 400 den 28. oktober 2007 i Premier League mod Arsenal. Gerrard scorede i kampen, der endte 1-1.
Gerrards scoring nr. 100 i Liverpool kom den 1. oktober 2008 i en Champions League-kamp mod PSV, der endte 3-1 til Liverpool. Den 22. marts 2009 scorede Gerrard sit første Premier League-hattrick i en 5-0 sejr over Aston Villa.
Den 13. marts 2012 spillede Gerrard sin Premier League-kamp nr. 400. Han scorede hattrick i Merseyside derbyet mod Everton F.C. i kampen, Liverpool vandt 3-0.
I foråret 2015 stod det klart, at hans karriere i Liverpool stod over for sin afslutning, og han valgte derpå at skrive kontrakt med den amerikanske klub Los Angeles Galaxy, som han spillede for en enkelt sæson.

## Landsholdskarriere

### U/21-landsholdet
I august 1999 debuterede Gerrard for Englands U/21-landshold i en kamp mod Luxembourg. Han scorede i kampen og havde yderligere tre optrædener for U/21-landsholdet, hvori han dog ikke scorede.

### Seniorlandsholdet
Gerrard fik sin debut for Englands seniorlandshold mod Ukraine i en 2-0 sejr den 31. maj 2000. Gerrard kom med til EM 2000 senere på året, men nåede kun at spille en kamp ved mesterskabet. England vandt kampen 1-0 over Tyskland, men røg alligevel ud af gruppespillet. Den 1. september 2001 scorede Gerrard sit første landsholdsmål i Englands 5-1 sejr over Tyskland i en kvalifikationskamp til VM 2002. Selvom England kvalificerede sig til slutrunden, måtte Gerrard trække sig fra truppen, grundet en lyskeskade han pådrog sig mod Ipswich Town i Liverpools sidste sæsonkamp.
Ved EM 2004 var Gerrard fast mand for England og scorede en enkelt gang i Englands 3-0 sejr over Schweiz. England røg ud af turneringen i kvartfinalen til Portugal, der endte på andenpladsen.
Gerrard scorede to mål ved VM 2006 mod henholdsvis Trinidad og Tobago og Sverige. Begge mål kom i gruppespillet. For anden slutrunde i træk slog Portugal England ud af turneringen efter straffesparkskonkurrence. Gerrards straffespark blev reddet.
Ved VM 2010 scorede Gerrard et mål i en gruppespilskamp mod USA. England røg ud af turneringen efter et kontroversielt 4-1 nederlag til Tyskland. Da Tyskland var foran 2-1, havde Frank Lampard et skud, der ramte overliggeren, ramte jorden og røg ud af målet. TV-billeder viste, at det var en udligning til 2-2. Men dommeren Jorge Larrionda dømte bolden ude.
Efter en racismesag fik John Terry frataget sit anførerbind af det engelske fodboldforbund. Det fik landstræner Fabio Capello til at sige sit job op. Den nye engelske landstræner blev Roy Hodgson, der den 16. maj udnævnte Gerrard til anfører for England.
Ved EM 2012 spillede Gerrard i alle Englands kampe, men England røg ud af kvartfinalen mod Italien efter straffesparkskonkurrence, selvom Gerrard scorede på sit straffespark.
Ved VM 2014 agerede han som Englands anfører for tredje slutrunde i træk, og medvirkede i alle dets kampe. Han startede dog kun inde i to af Englands tre kampe. England var allerede ude af turneringen efter to 2-1 nederlag, mod henholdsvis Italien og Uruguay. Med intet at vinde eller tabe, spillede England 0-0 mod Costa Rica i deres tredje og sidste kamp, og kunne dermed rejse hjem med kun ét point i bagagen. I den efterfølgende måned, den 21. juli 2014, annoncerede Gerrard at han ville stoppe på det engelske fodboldlandshold med øjeblikkelig virkning. I en alder af 34 år, og efter 14 år på landsholdet, opnåede han i alt 114 optrædener og 21 scoringer. Dette gjorde ham til den engelske fodboldspiller med tredjeflest landskampe på sit CV, kun overgået af David Beckham og Peter Shilton.

## Trænerkarriere
Efter definitivt at have afsluttet sin aktive karriere med et år i Los Angeles Galaxy i efteråret 2016, begyndte Gerrard i februar 2017 i Liverpool FC som ungdomstræner. I maj 2018 meddelte Rangers F.C., at klubben havde skrevet en fireårig kontrakt med Gerrard om at blive cheftræner for klubben med effekt fra begyndelsen af sæsonen 2018-19.

## Privatliv
Gerrard er katolik og er gift med journalisten Alex Curran. Parret har tre døtre og en søn, Lilly-Ella (født 23. februar 2004), Lexie (født 9. maj 2006), Lourdes (født 2. november 2011) og  Lio Gerrard (født 29. april 2017). Han har en storebror, der hedder Paul (ikke at forveksle med Oldham Athletic-målmand Paul Gerrard). Han er fætter til Anthony Gerrard, der også er fodboldspiller og spiller for Huddersfield Town.
Gerrards selvbiografi, Gerrard: My Autobiography, udkom i september 2006.

## Hæder og priser

### Klub
Liverpool
- FA Cup: 2000-01, 2005-06
- Football League Cup: 2000-01, 2002-03, 2011-12
- FA Community Shield: FA Community Shield 2006
- UEFA Champions League: 2004-05
- UEFA Cup: UEFA Cup 2000–01
- UEFA Super Cup: UEFA Super Cup 2001

### Personlig
- Ballon d'Or Bronze Award: 2005
- UEFA Club Footballer of the Year: 2005
- PFA Players' Player of the Year: 2005–06
- PFA Young Player of the Year: 2000–01
- PFA Premier League Team of the Year: 2000–01, 2003–04, 2004–05, 2005–06, 2006–07, 2007–08, 2008–09, 2013–14
- PFA Fans' Player of the Year: 2000–01, 2008–09
- PFA Merit Award: 2015
- FWA Tribute Award: 2013
- FWA Footballer of the Year: 2008–09
- IFFHS World's Most Popular Footballer: 2006
- FA England Player of the Year Award: 2007, 2012
- Liverpool F.C. Player of the Season: 2004, 2006, 2007, 2009
- Liverpool F.C. Top Goal Scorer: 2004–05, 2005–06, 2008–09, 2014–15
- FA Cup Top Goal Scorer: 2005–06
- FA Cup Top Assist Provider: 2005–06
- BBC Goal of the Season: 2006
- FIFA Club World Cup Silver Ball: 2005
- FIFA FIFPro World XI: 2007, 2008, 2009
- FIFPro World XI 5th team: 2013
- UEFA Team of the Year: 2005, 2006, 2007
- UEFA Ultimate Team of the Year
- UEFA Euro Team of the Tournament: 2012
- UEFA European Championship Top Assist Provider: 2012
- UEFA Champions League Final Man of The Match: 2005
- Premier League Player of the Month: Marts 2001, Marts 2003, December 2004, April 2006, Marts 2009, Marts 2014
- Premier League Top Assist Provider: 2008–09, 2013–14
- Premier League 20 Seasons Awards (1992–93 to 2011–12)
- MLS All-Star: 2015
- English Football Hall of Fame: 2017